# Gammbodtjärnen (Skorpeds socken, Ångermanland, mellan Gammbodhöjderna)
Gammbodtjärnen är en sjö i Örnsköldsviks kommun i Ångermanland och ingår i Nätraåns huvudavrinningsområde.